# 남해유배문학관
남해유배문학관(南海流配文學館)은 대한민국 최대 문학관으로, 유배문학을 연구하고 계승 발전시키기 위해 2010년 11월 1일 개관되었다.

## 내용
주요 시설로는 남해의 자연, 역사, 생활, 문화를 소개하는 향토역사실, 전 세계 유배의 역사와 문학을 다루는 유배문학실, 유배 가는 길을 입체영상과 설치물로 관객들이 직접 체험하고 유배지에서의 생활상을 통해 유배문학이 탄생한 과정을 알아볼 수 있는 유배체험실, 김만중을 비롯한 6명의 유배객과 《구운몽》, 《사씨남정기》 등 주요 문학작품 및 유배문학이 국문학에 끼친 영향을 소개하는 남해유배문학실이 있다. 네 곳의 상설 전시실 외에 건물 로비와 야외공원을 활용해 사진, 조각, 회화, 공예 등 다양한 기획 전시를 개최한다.서포 김만중(西浦 金萬重), 1637~1692), 후송 유의양(後松 柳義養, 1718~?), 자암 김구(自菴 金絿, 1488~1534), 약천 남구만(藥泉 南九萬, 1629~1711) 등 남해에서 유배생활을 한 문장가 200여 명의 유배문학을 연구, 계승, 발전시키기 위해 2010년 11월 1일 개관하였다. 건물은 지상 1층, 건축 총면적 2,416㎡, 부지면적 37,469㎡의 규모이다. 권력도 부귀영화도 모두 빼앗긴 채 '유배'라는 백척간두에 선 절망적인 삶 속에서도 문학과 예술을 꽃피웠던 우리 선조들의 숭고한 불멸의 혼을 기리기 위해 우리나라 최초로 건립된 남해유배문학관은 세월 속에 잊혀져 가는 유배객들을 기리는 문학의 진한 향기가 피어나는 공간이다.

## 소장 정보
2,600점 이상의 고문서, 고서적, 민속품 등을 소장하고 있다. 주요 소장품으로는 조선 후기에 김만중이 지은 수필·시화평론집 서포만필《서포만필 西浦漫筆》을 그의 종손(從孫)인 북헌 김춘택(北軒 金春澤, 1670~1717)이 필사한 필사본과 우암 송시열(尤庵 宋時烈, 1607~1689)의 문집 《송자대전 宋子大全》 103책 등이 있다.

## 같이 보기
- 남해군
- 노도
- 서포 김만중 선생 유허

- 한국현대문학관 홈페이지 보관됨 2012-01-17 - 웨이백 머신